# Ernst Ulrich Scheffler

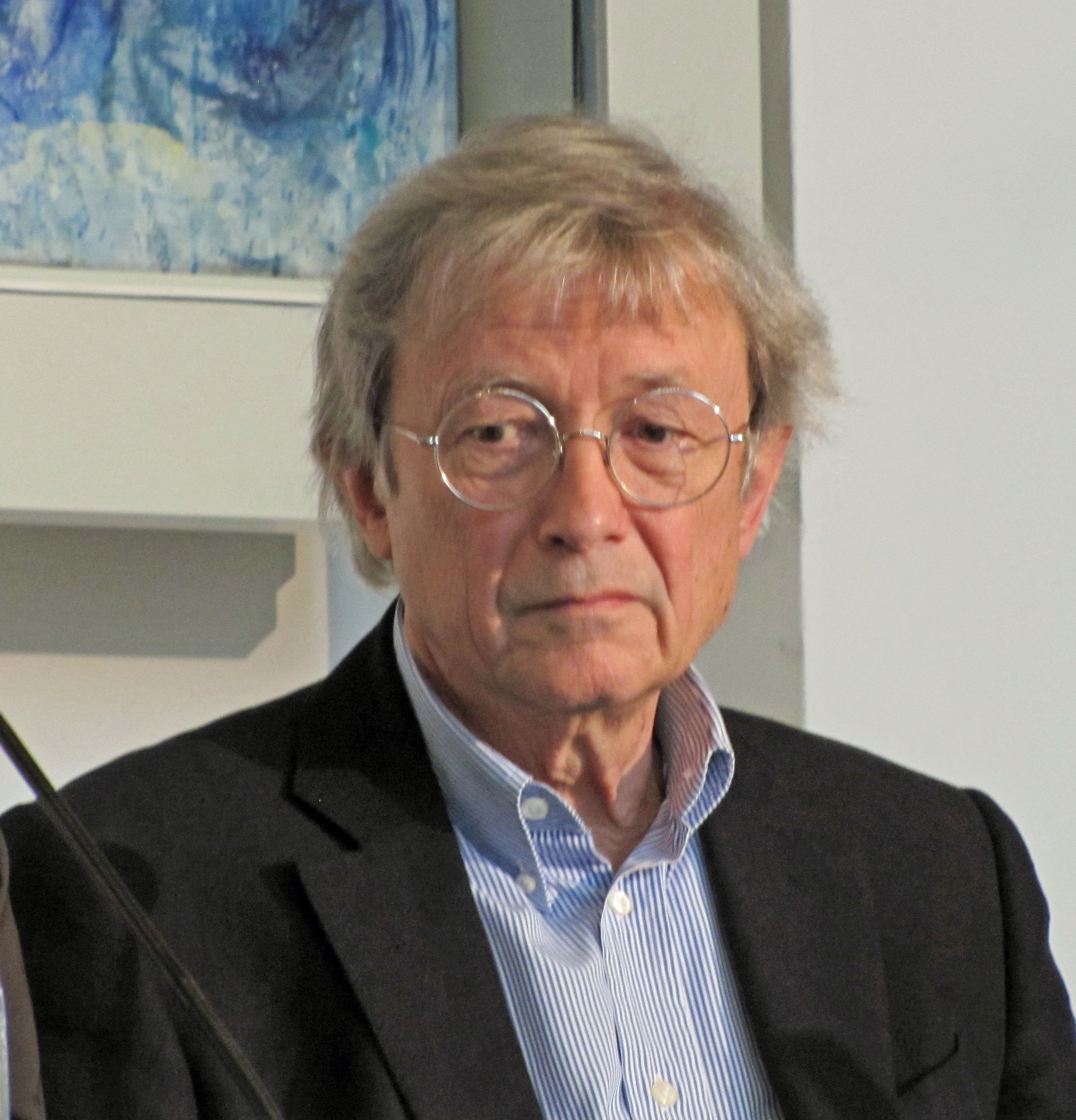
Ernst Ulrich Scheffler (2017)

Ernst Ulrich Scheffler (* 1944 in Ballenstedt) ist ein deutscher Architekt und Hochschullehrer, dessen Bauten vornehmlich in Frankfurt am Main ausgeführt wurden.

## Leben
Ernst Ulrich Scheffler studierte Architektur von 1964 bis 1971 an der Technischen Hochschule Karlsruhe und 1972 an der Architectural Association School of Architecture. Von 1972 bis 1985 war er Mitarbeiter im Frankfurter Architekturbüro Braun & Schlockermann. Er gründete 1986 das Architekturbüro Scheffler & Warschauer, das zwischenzeitlich als Scheffler & Partner und seit 2016 als Menges & Scheffler firmiert. Ernst Ulrich Scheffler ist Mitglied im Bund Deutscher Architekten.

### Lehrtätigkeit
Ernst Ulrich Scheffler war von 1985 bis 1991 Professor an der Hochschule Ostwestfalen-Lippe in Detmold und von 1991 bis 2014 Professor an der Hochschule RheinMain in Wiesbaden.

## Bauten und Entwürfe (Auswahl)
- 1985–1990: Museum Liebieghaus in Frankfurt-Sachsenhausen
- 1990–1996: Wohngebäude am Pflugspfad in Frankfurt-Zeilsheim
- 1990–1992: Sanierung von Geschäftshäusern an der Klostergasse in Leipzig
- 1993–1995: Kunstgewerbesammlung in Bielefeld
- 1996: Deutsche Schule in Budapest
- 1998: Museum Giersch in Frankfurt-Sachsenhausen
- Wohngebäude Baseler Platz, Frankfurt-Bahnhofsviertel, 2000
- Frankfurter Bankgesellschaft, Frankfurt-Westend, 1997–2000
- Umbau Wohn- und Geschäftshaus Friedrichstraße, Frankfurt-Westend, 2002–2003
- Institut für Stadtgeschichte, Frankfurt-Altstadt, 2003
- 2004–2006: Geschäftshaus am Steinweg in der Innenstadt von Frankfurt
- 2005–2009: Aufstockung des Stadtwerke-Verwaltungsgebäudes in der Innenstadt von Frankfurt
- 2007–2008: Vinothek im Kloster Eberbach bei Eltville
- 2008–2011: Erweiterung und Umbau des Aschaffenburger Stadttheaters
- 2009: Sanierung und Aufstockung eines denkmalgeschützten Geschäftshauses an der Neuen Mainzer Straße in der Innenstadt von Frankfurt
- 2010: Wohngebäude in Frankfurt-Kalbach-Riedberg
- 2009–2011: Buchhändlerhaus in der Innenstadt von Frankfurt
- 2010: Wohngebäude Helenenhöfe im Europaviertel in Frankfurt
- 2011: Stadteingang Galluswarte im Gallusviertel in Frankfurt
- 2012: Kindertagesstätte Sternenbrücke in Frankfurt-Rödelheim
- 2013–2016: Aufstockung und Sanierung einer 1920er-Jahre-Siedlung an der Mörfelder Landstraße in Frankfurt-Sachsenhausen
- 2014–2016: Mehrfamilienhaus in Frankfurt-Unterliederbach
- 2008–2018: Wohngebäude an der Ecke Berger Straße / Höhenstraße im Nordend in Frankfurt

## Auszeichnungen
- 1999: Preis der Hessischen Architektenkammer für vorbildliche Bauten in Hessen
- 2009: Bayerischer Denkmalpreis
- 2010: Belobigung des Deutschen Städtebaupreises
- 2011: Green Building Award für Passivhäuser

## Schriften
- (als Herausgeber gemeinsam mit Klaus Brake): Traumberuf Architekt. Werkstattberichte aus Beruf und Ausbildung. (mit einem Vorwort von Renate Petzinger) VSA-Verlag, Hamburg 1978.